# Muraltia rara
Muraltia rara är en jungfrulinsväxtart som beskrevs av Margaret Rutherford Bryan Levyns. Muraltia rara ingår i släktet Muraltia och familjen jungfrulinsväxter. Inga underarter finns listade i Catalogue of Life.